# Babylonia areolata
Babylonia areolata is een slakkensoort uit de familie van de Babyloniidae. De wetenschappelijke naam van de soort is voor het eerst geldig gepubliceerd in 1807 door Link.